# Carrollton (Missouri)
Carrollton è un comune degli Stati Uniti d'America, situato nello Stato del Missouri, nella contea di Carroll, della quale è il capoluogo.